# (22090) 2000 AC186
2000 أي سي 186 (ويعرف أيضًا باسم (22090) 2000 أي سي 186 وفق تسمية الكوكب الصغير) (بالإنجليزية: 2000 AC186)‏ هو كويكب ضمن حزام الكويكبات؛ وترتيبه 22090 من حيث الاكتشاف.
اكتُشف هذا الجُرم الفلكي بواسطة بحث لنكولن عن الكويكبات القريبة من الأرض في 8 يناير 2000.

## وصلات خارجية
- (22090) 2000 AC186 في قاعدة بيانات مختبر الدفع النفاث لأجرام النظام الشمسي الصغيرة

- الاكتشاف · مخطط المدار ·  العناصر المدارية · المعلمات المادية

- (22090) 2000 AC186 على موقع ويكي سكاي: DSS2, SDSS, GALEX, IRAS, Hydrogen α, X-Ray, Astrophoto, Sky Map, Articles and images